# Наличник
Нали́чник або ли́штва (через пол. listwa від сер.-в.-нім. līste) — накладна планка, що обрамляє вікна або двері. Виконані з дерева або металу й оформлені різьбленням наличники називаються різьбленими. Функціональне призначення наличників — прикривати щілини між стінами й дверною чи віконною коробкою.

## Історія
Лиштва на вікнах осель з'явилися практично одночасно з вікнами, які тоді ще закривали риб'ячим міхуром чи слюдою. Спочатку була призначена для прикриття щілини між віконницею та зрубом. Згодом у древніх кельтів з'явилася лиштва з сакральним візерунками. Пізніше лиштва стає елемент декору, який служить прикрасою.

## Матеріал
Залежно від використовуваного матеріали наличники поділяють на дерев'яні, композиційні з деревинних матеріалів, пластикові й металеві.
- Дерев'яні наличники виконуються з масиву деревини методом профільного фрезерування накладних планок або фігурним різьбленням.
- Наличники з композиційних матеріалів виготовляють з ламінованих МДФ чи фанери.
- Пластикові лиштви роблять зі стійких до кліматичних чинників пластмас (екструдованого полівінілхлориду (ПВХ) і поліуретану, рідше — зі спіненого полістирол), додаючи до складу барвник, стійкий до вигорання. У масу додають компоненти, які захищають матеріал від підвищених та знижених температур. Плюсом пластикової лиштви є її невисока ціна, мінусом: обмежений вибір моделей та фасонів, не надто велика кольорова гама.
- Металеві наличники можуть бути сталевими або алюмінієвими. Встановлюються зазвичай на вулиці з пластиковими або метало-пластиковими вікнами.[джерело?]

## Типи
Лиштва, за методом монтажу, є двох типів:
- Накладні
- Телескопічні

## Форма
Наличники промислового виробництва залежно від профілю підрозділяють на:
- Плоскі
- Скруглені
- Фігурні

## Інше
Декоративна різьблена облямівка карнизів, наличників називається підзором, зараз використовується також термін «ламбрекен».